# François Sills
François Sills (* 15. Juni 1964 in Amos, Québec) ist ein ehemaliger deutsch-kanadischer Eishockeyspieler, der unter anderem für die Krefeld Pinguine und die Frankfurt Lions in der DEL aktiv war.

## Karriere
Sills begann seine Karriere im Jahr 1981 in der kanadischen Juniorenliga Québec Major Junior Hockey League bei den Bisons de Granby, die er jedoch noch während der Saison 1981/82 verließ, um zum Ligakonkurrenten Voisins de Laval zu wechseln. Dort gehörte er zu den teamintern besten Scorern und gewann mit dem Klub in der Spielzeit 1983/84 den Coupe du Président, die Meisterschaft der QMJHL. Sills hatte mit insgesamt 142 erzielten Punkten in 84 Spielen großen Anteil an diesem Erfolg. Trotz seiner guten Leistungen wurde er nie von einem NHL-Team gedraftet. Im Sommer 1988 forcierte er einen Wechsel nach Europa und nahm ein Vertragsangebot des Duisburger SV an, mit dem er fortan in der 2. Bundesliga spielte.
Bereits in seiner ersten Saison konnte er in 50 Partien 160 Mal punkten. Nachdem er auch in der darauffolgenden Spielzeit überzeugte, verpflichtete ihn im Jahr 1990 der damalige Zweitligist Krefelder EV. Mit dem KEV stieg er zum Ende der Saison 1991/92 nach zwei Siegen und einer Niederlage in der Relegation gegen den PEV Weißwasser in die Bundesliga auf. In Krefeld war Sills bis 1995 aktiv und in dieser Zeit einer der Publikumslieblinge. Zusammen mit Bruce Eakin und John Walker bildete er eine der gefährlichsten Reihen der 1. Bundesliga. So erzielte er in seinen fünf Jahren in Krefeld insgesamt 340 Scorerpunkte. In seiner letzten Saison beim KEV, der sich nach Gründung der DEL im Jahr 1994 den Beinamen Pinguine gab, erreichte er mit dem Klub das Halbfinale um die Deutsche Meisterschaft, welches allerdings gegen den EV Landshut verloren ging.
Im Sommer 1995 schloss sich Sills dem DEL-Klub Frankfurt Lions an. Dort war er zwei Spielzeiten aktiv, ehe er 1997 zum Grefrather EV in die damals zweithöchste deutsche Eishockeyliga, die 1. Liga Nord, wechselte. Nachdem sein Vertrag mit dem Ende der Saison 1997/98 auslief, beendete er seine aktive Karriere.